# En skæv virkelighed
En skæv virkelighed er en dansk dokumentarfilm fra 1988 med instruktion og manuskript af Jimmy Andreasen.

## Handling
Filmen portrætterer tre unge, der er midt i 20'erne. De begyndte at ryge hash i 12-13 års alderen og deres rygning blev i løbet af kort tid til et dagligt misbrug. De tre fortæller om forskellige perioder af deres liv - helt tilbage fra 4-5 års alderen og frem til voksenalderen.